# Mesanthura frances
Mesanthura frances là một loài chân đều trong họ Anthuridae. Loài này được Kensley, Ortiz & Schotte miêu tả khoa học năm 1997.